# 杨湾乡
杨湾乡，是中华人民共和国四川省乐山市市中区曾经下辖的一个乡。2019年12月，撤销杨湾乡，将其所属行政区域划归苏稽镇管辖。

## 行政区划
杨湾乡撤销前下辖以下地区：
杨湾场社区、沙井村、刘浩村、红阳村、陶村、张山庙村、塘坪村、灵官村、唐村、长虹村和长春村。